# Портрет Ивана Терентьевича Сазонова
«Портрет Ивана Терентьевича Сазонова» — картина Джорджа Доу и его мастерской из Военной галереи Зимнего дворца.
Картина представляет собой погрудный портрет генерал-лейтенанта Ивана Терентьевича Сазонова из состава Военной галереи Зимнего дворца.
К началу Отечественной войны 1812 года генерал-майор Сазонов был шефом Невского пехотного полка и начальником 14-й пехотной дивизии, за отличие в первом сражении при Полоцке произведён в генерал-лейтенанты, вновь отличился при Полоцке уже в октябре 1812 года и затем в бою под Чашниками; в конце октября тяжело заболел и вынужден был оставить армию, в дальнейших боевых действиях против Наполеона участия не принимал.
Изображён в профиль в генеральском мундире, на плечо наброшена шинель. На шее кресты орденов Св. Георгия 3-го класса и Св. Владимира 2-й степени — Сазонов имел лишь орден Св. Георгия 4-го класса, поэтому шейный крест этого ордена изображён неверно и должен быть показан нагрудный крест этого ордена. Художник не изобразил звёзд орденов Св. Анны 1-й степени (может быть её не видно из-за выбранного ракурса) и Св. Владимира 2-й степени (ошибочно). Также видны серебряная медаль «В память Отечественной войны 1812 года» на Андреевской ленте и бронзовая дворянская медаль «В память Отечественной войны 1812 года» на Владимирской ленте. Подпись на раме: И. Т. Сазоновъ 1й, Генералъ Лейтенантъ.
7 августа 1820 года Сазонов был включён в список «генералов, заслуживающих быть написанными в галерею» и 4 сентября 1821 года император Александр I приказал написать его портрет. В это время Сазонов числился состоящим по армии без должности и постоянно проживал в своём имении в Тамбовской губернии. Из Инспекторского департамента Военного министерства 28 сентября 1821 года ему было направлено письмо: «портрет его Высочайше повелено написать живописцу Дове, посему если изволит прибыть в Санкт-Петербург, то не оставить иметь с Дове свидание», на что 29 сентября того же года Сазонов отвечал: «для написания с меня по Высочайшему повелению портрета по одержимой меня болезни отправиться в Санкт-Петербург не могу, коль же скоро получу от оной облегчение, то непримину прибыть в оный и иметь свидание с живописцем Дове». Сведений о поездке Сазонова в столицу не имеется; вероятно, эта поездка не состоялась, поскольку в марте 1823 года он скончался, а аванс Доу был выплачен лишь 16 октября 1826 года и оставшуюся часть гонорара он получил 15 января 1828 года. Готовый портрет был принят в Эрмитаж 21 января 1828 года. Поскольку предыдущая сдача готовых портретов в Эрмитаж произошла 8 июля 1827 года, то портрет Сазонова считается написанным между этими датами. 

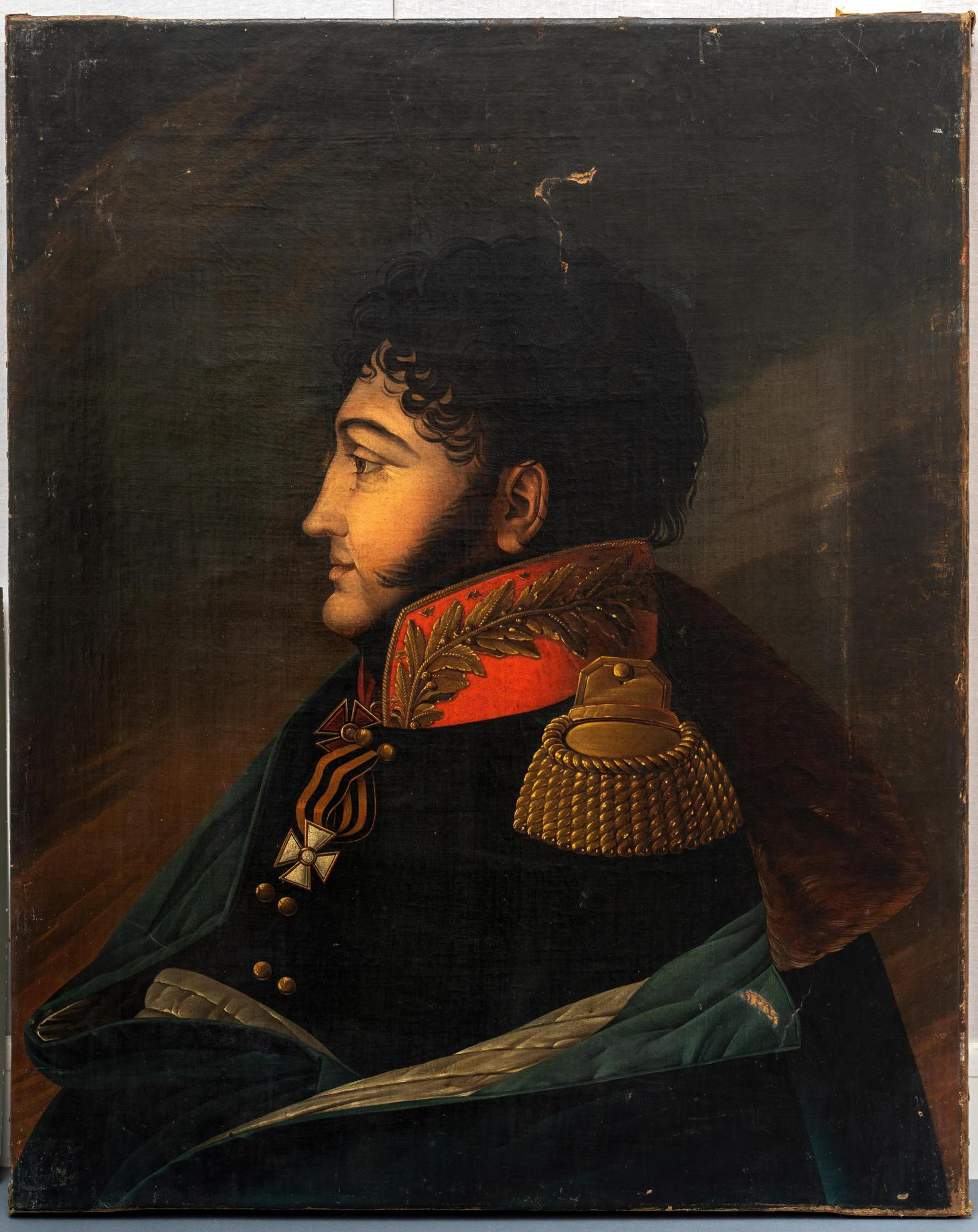
Портрет работы неизвестного художника из собрания ГИМа

При написании портрета для Военной галереи Доу скорее всего пользовался неизвестным современным исследователям портретом-прототипом. В собрании Государственного исторического музея имеется портрет И. Т. Сазонова работы неизвестного художника (холст, масло; 67 × 54 см; инв. № И I 3824). На этом портрете Сазонов изображён в мундире старого образца с двумя рядами пуговиц и этот портрет демонстрирует крайнюю близость к работе Доу. В музее этот портрет датируется первой четвертью XIX века. Возможно этот портрет и является прототипом для галерейного портрета.
В 1848 году в мастерской К. Края по рисунку И. А. Клюквина с портрета была сделана датированная литография, опубликованная в книге «Император Александр I и его сподвижники» и впоследствии неоднократно репродуцированная.